# Altenburger ziegenkäse
L'altenburger ziegenkäse (littéralement fromage de chèvre d'Altenburg) est un fromage allemand fabriqué dans les lands de Thuringe, Saxe et Saxe-Anhalt. Il s'agit d'un fromage à pâte molle à croûte fleurie aux laits pasteurisés de vache et de chèvre mélangés. On le trouve parfois aromatisé au cumin. Il est protégé à l'échelle européenne par une Appellation d'origine protégée depuis 1997.
  

## Description
L'altenburger ziegenkäse se présente sous forme de fromages ronds pesant 250 g, d'un diamètre de 11,5 cm et de 3 cm d'épaisseur. Sa pâte est molle et blanche voire jaune pâle. Elle peut contenir des graines de cumin si le fromage est aromatisé au cumin. La croûte est naturelle et légèrement fleurie.
Il contient au minimum 30 % de matières grasses sur extrait sec, et l'extrait sec doit représenter au moins 38 % du poids du fromage.

## Fabrication
L'altenburger ziegenkäse est fabriqué à partir d'un mélange composé d'au plus 85 % de lait de vache et d'au moins 15 % de lait de chèvre. Les vaches et les chèvres doivent être élevées dans une région comprenant les arrondissements du Pays-d'Altenburg et de Greiz ainsi que certaines parties des arrondissements du Burgenlandkreis, de Leipzig et de Géra.
Le lait était traditionnellement utilisé cru et le fromage fabriqué directement dans les exploitations agricoles. Aujourd'hui cependant, l'altenburger ziegenkäse est fabriqué dans des laiteries et le lait est pasteurisé, après avoir été partiellement écrémé.
Le lait est caillé à une température de 32 °C ou 33 °C par ajout de ferments lactiques et de présure. Le caillé est ensuite découpé, puis éventuellement parfumé par ajout de graines de cumins. Le tout est alors moulé, salé et affiné entre 8 jours et 10 jours.